# Криниченко, Павел Петрович
Павел Петрович Криниченко (1888 год, Херсонская губерния, Российская империя — дата и место смерти не известны, СССР) — колхозник, Герой Социалистического Труда (1948).

## Биография
Родился в 1888 году в Херсонской губернии.
В 1898 году семья Криниченко переехала в Тобольскую губернию, затем в селение Каргалы Лепсинского уезда Семиреченской области. Работал батраком.
С 1915 года служил в императорской армии. В 1917 году участвовал в Гражданской войне в составе красных партизан.
В 1929 году вступил в колхоз «Всемирное пламя» Саркандского района. Был избран звеньевым полеводческого звена.
В 1947 году руководимое Павлом Криниченко звено собрало по 29 центнеров зерновых с 13 гектаров и по 30 центнеров зерновых с 8 гектаров. За этот доблестный труд он был удостоен в 1948 году звания Героя Социалистического Труда.
Проживал в селе Каргалы Саркандского района.

## Награды
- Герой Социалистического Труда — Указом Президиума Верховного Совета от 28 марта 1948 года
- Орден Ленина (1948)

## Источник
- Герои Социалистического труда по полеводству Казахской ССР. — Алма-Ата, 1950. — 412 с.